# Calcetto Poggibonsese
L'Associazione Sportiva Dilettantistica Calcetto Poggibonsese è una squadra italiana di calcio a 5 con sede a Poggibonsi.

## Storia[1]

### Le origini
La società nasce dal nucleo di atleti che all'inizio degli anni '80 partecipava ai tornei organizzati dall'Unione Sportiva Poggibonsese nel nuovo palasport comunale al Bernino. L'esordio in ambito regionale avviene nella stagione 1986-87, ottenendo immediatamente il titolo toscano. Due anni più tardi la squadra vince la Coppa Toscana che comporta il debutto nella fase nazionale di Coppa Italia. Nel 1990 la società, guidata da Giampiero Cenni, assume la denominazione Calcetto Poggibonsese e si iscrive al primo campionato regionale di Serie C1 organizzato dalla FIGC.
Nella stagione 1992-93 la squadra conclude il campionato al primo posto in coabitazione con la New Company di Sesto Fiorentino, che fa propria la promozione in Serie B vincendo lo spareggio giocato a Scarperia. Parallelamente ha inizio l'attività della squadra femminile guidata dal tecnico Paolo Pasquini, che nella stagione 1994-95 vincerà il primo campionato regionale.
Nella stagione 1993-94 giunge la seconda affermazione in Coppa Toscana; nella fase nazionale la squadra raggiunge la finale di Verrès dove è tuttavia sconfitta dai pugliesi della Libertas Castellana. Nel 1995-96 la Poggibonsese vince il campionato, venendo promossa in Serie B. Il debutto nei campionati nazionali è traumatico e la squadra chiude la stagione regolare all'ultimo posto, retrocedendo.

### Nuovo corso
La retrocessione innesca una serie di iniziative volte alla promozione e radicamento della disciplina nel territorio: viene istituita una seconda squadra maschile (attiva nelle stagioni 1997-98 e 1998-99) ma soprattutto si inaugura il torneo di calcio a 5 "Città di Poggibonsi" a cui prenderanno parte anche società provenienti dalla Spagna, dal Belgio, dall'Ungheria e dalla Repubblica Ceca. Eccetto la stagione 1998-99, nella quale la squadra ottenne la salvezza solamente ai play-out, in quelle successive la società festeggia diversi titoli regionali: campionato femminile (2001-02), due Coppe Italia femminili (2001-02 e 2002-03), altrettante maschili (2001-02 e 2003-04) ma soprattutto giunge finalmente la vittoria della Serie C1 maschile, che riporta i giallorossi in Serie B a sette anni di distanza dal debutto. Nella medesima stagione viene creata la formazione Under-21 maschile che è affidata a Mirco Buraschi. Dalla stagione 2004-05 la Poggibonsese milita ininterrottamente in Serie B, occupando stabilmente le zone alte della classifica; il miglior risultato in campionato è stato raggiunto nel 2013-14 quando la squadra di Cristian Busato, conclusa la stagione regolare al secondo posto alle spalle della Libertas Astense, raggiunse la finale play-off persa tuttavia contro l'esperto Arzignano. Anche nella Coppa Italia di categoria la squadra ha raggiunto la finale, persa solamente ai supplementari contro i padroni di casa della Cogianco Genzano nell'edizione 2009-10.

## Statistiche e record
| Livello | Categoria | Partecipazioni | Debutto   | Ultima stagione | Totale |
| ------- | --------- | -------------- | --------- | --------------- | ------ |
| 2°      | Serie B   | 1              | 1996-1997 | 1996-1997       | 1      |
| 3°      | Serie C1  | 7              | 1990-1991 | 1997-1998       | 23     |
| 3°      | Serie B   | 16             | 2004-2005 | 2019-2020       | 23     |
| 4°      | Serie C1  | 6              | 1998-1999 | 2003-2004       | 6      |

## Organigramma
- Presidente: Stefano Pini
- Vice Presidenti: Salvatore D'Addona Salvatore, Marcello Braccagni
- Consiglieri: Luciano Landi, Angelo Antichi, Nicola Aquino, Luigi Musio, Mirco Buraschi, Cappelletti Massimiliano, Ciacci Filippo
- Segretario amministrativo: Luciano Landi

## Organico

### Rosa 2017-2018
| N° | Naz.               | Ruolo      | Sportivo            | Anno |  |  |
| -- | ------------------ | ---------- | ------------------- | ---- |  |  |
|    | Italia (bandiera)  | POR        | Nicola Giannattasio | 1980 |  |  |
|    | Italia (bandiera)  | POR        | Alessandro Massari  | 1993 |  |  |
|    | Italia (bandiera)  | POR        | Mirko Targi         | 1993 |  |  |
|    | Italia (bandiera)  | LAT        | Francesco Giaimo    | 1993 |  |  |
|    | Italia (bandiera)  | LAT        | Enrico Lanfredini   | 1994 |  |  |
|    | Spagna (bandiera)  | LAT        | Manuel Puche        | 1995 |  |  |
|    | Italia (bandiera)  | UNI        | Marco Vigliotti     | 1993 |  |  |
|    | Italia (bandiera)  | PIV        | Luca Diaferia       | 1993 |  |  |
|    | Italia (bandiera)  | PIV        | Federico Fiorenza   | 1994 |  |  |
|    | Italia (bandiera)  | PIV        | Maikol Pagliarulo   | 1994 |  |  |
|    | Italia (bandiera)  | PIV        | Daniele Pellegrino  | 1991 |  |  |
|    | Italia (bandiera)  | PIV        | Leroy Righeschi     | 1988 |  |  |
|    | Albania (bandiera) | UNI        | Aleksandr Derzaj    | 1996 |  |  |
|    | Italia (bandiera)  | Allenatore | Cristian Busato     | 1976 |  |  |